# Dans la cour des grands (film, 2017)
Pour les articles homonymes, voir Dans la cour des grands.
Pour plus de détails, voir Fiche technique et Distribution.
Dans la cour des grands (Es war einmal Indianerland) est une comédie dramatique et initiatique allemande réalisée par İlker Çatak et sortie en 2017.
Le film est adapté du roman éponyme de Nils Mohl (de), qui a également co-écrit le scénario avec Max Reinhold.

## Synopsis
Mauser, 17 ans, est un boxeur en herbe qui vit avec son père Zöllner et sa belle-mère Laura dans une cité de la banlieue de Hambourg. Lors d'une rave-party illégale, il tombe amoureux de Jackie, qui vient d'un quartier riche de la ville. Mais au même moment, Edda, une jeune vendeuse de bonbons de 21 ans, a des vues sur lui. Comme si Mauser n'avait pas assez de soucis comme ça, son père assassine soudain sa belle-mère et vient le voir pour lui demander conseil.

## Fiche technique
- Titre français : Dans la cour des grands[1]
- Titre original allemand : Es war einmal Indianerland[2]
- Réalisation : İlker Çatak
- Scénario : Nils Mohl (de), Max Reinhold
- Photographie : Florian Mag
- Montage : Jan Ruschke (de)
- Musique : Console
- Production : Michael Eckelt (de)
- Société de production : Riva Filmproduktion GmbH (Hambourg) ; Westdeutscher Rundfunk (Cologne) ; Hessischer Rundfunk/Arte (Francfort-sur-le-Main)
- Pays de production :  Allemagne
- Langue originale : allemand
- Format : couleurs
- Genre : comédie dramatique
- Durée : 97 minutes
- Dates de sortie :
  - Allemagne : 7 octobre 2017 (Festival du film de Hambourg) ; 19 octobre 2017 (sortie nationale)
  - France : 5 septembre 2019

## Distribution
- Leonard Scheicher : Mauser
- Emilia Schüle : Jackie
- Johanna Polley (de) : Edda
- Joel Basman : Kondor
- Johannes Klaußner (de) : Ponyhof
- Katharina Behrens (de) : Laura
- Clemens Schick : Douanier
- Bjarne Mädel : Chauffeur de taxi / pompiste
- Robert Alan Packard : Indien
- Emilio Sanmarino (de) : Cow-boy no 1
- Yaw-Boah Amponsem : Cow-boy no 2